# Clívia
Clivia és un gènere de monocotiledònies oriündes d'Àfrica meridional. Són perennes no llenyoses, amb fulles de color verd fosc, llargues i estretes que produeixen raïms de flors acampanades vermelles o ataronjades al final d'una llarga tija, semblant als Lilium. De les 6 espècies conegudes, Clivia miniata i les seves varietats híbrides són les més àmpliament conreades, amb flors que oscil·len entre el vermell ataronjat fosc i el groc pàl·lid. Es conreen a Bèlgica, França i Xina. als Països Catalans, la clívia més comunament cultivada és l'híbrid artificial Clivia × cyrtanthiflora.

## Taxonomia
- Clivia caulescens R.A.Dyer
- Clivia gardenii Hook.
- Clivia miniata (Lindl.)
- Clivia mirabilis Rourke
- Clivia × nimbicola Swanev.
- Clivia nobilis
- Clivia robusta B.G.Murray & al.